# Emmaus

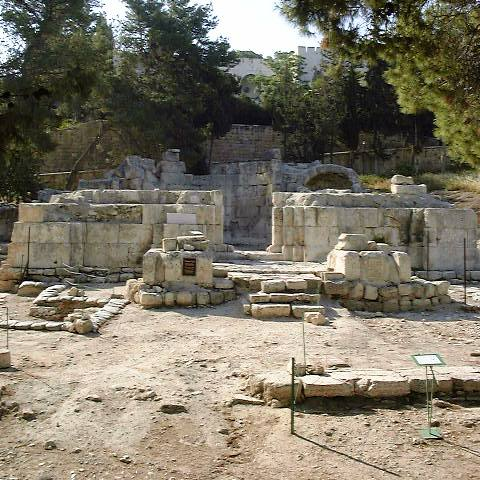
Nhà thờ by-zăng-tinh (thế kỷ thứ V sau CN)

Emmaus, Nicopolis, Nikopolis, Imwas, Amwas là một vùng đất thuộc Palestine (từ thế kỷ thứ III đến thế kỷ thứ VII sau Công Nguyên nơi đây là một thành phố), cách Jerusalem khoảng 30 cây số về phía tây, nằm trên ranh giới giữa vùng Judea và Ajalon tại điểm mà con đường nối Jaffa với Jerusalem bị phân thành hai nhánh: nhánh phía bắc đi qua Beit Horon và nhánh phía nam đi qua Kiryat Yearim. Ngày nay vùng đất thánh Em-mau được định vị trên vòng xoay Latrun, giữa Jerusalem và thành phố Tel Aviv, cách sân bay quốc tế Ben-Gourion) 20 phút và Em-mau luôn mở cửa đón tiếp khách hành hương. Hiện Cộng Đoàn Thiên Phúc là chủ quản nơi thánh, chủ quản vùng Emmau.

## Địa lý và địa danh
Trong cuốn Tal-mud Giê–ru–sa–lem và trong sách luận Sê-vi-it 9, 2 (Shevi’it 9, 2) (tham khảo: Le Talmud de Jérusalem, Moise Schwab chuyển ngữ, các Nhà xuất bản Maisonneuve và Larose, Paris, tập 2, trang 416; Jerusalem Talmud, tractate Sheviit 9, 2, H. Guggenheimer, trans. Berlin-NY 2001, trang 609), tình hình địa lý của Em-mau được diễn tả như sau: "Từ Bet-hô-ron cho tới biển, ta gộp nó lại thành một tỉnh thôi chăng», phần còn lại được hiểu là vùng lân cận ? R. Yohanan đáp rằng, không ! ta gặp ở đó núi, đồng bằng và thung lũng; từ Bet-Hô–ron cho tới Em-mau là núi; từ Em-mau cho đến Lod là đồng bằng và từ Lod cho đến biển là thung lũng".
Địa điểm Em-mau còn được vẽ trên bản đồ địa lý thời La Mã: theo bản đồ cổ Pơ-tin-giê (Peutinger) thì Em-mau cách Giê–ru–sa–lem 19 dặm (khoảng 28 km) về phía tây và theo bản đồ P-tô–lê–mê (Ptolémée) thì khoảng cách trên phải là 20 dặm (tương đương 29,5 km). Các dữ liệu này được xác định bởi các nhân chứng sau: một số bản chép tay và bản dịch cổ của Tin Mừng theo thánh Lu-ca (đặc biệt trong bản Codex Sinaiticus) cho biết khoảng cách từ Giê–ru–sa–lem đến Em-mau là 160 xtat (1 xtat tương đương 160m), thánh Ơ-dep-bơ Đơ Xê-da-rê , một người hành hương vô danh từ Bordeaux, thánh Giê–rôm  và nhiều người khác.
Tên gọi Em-mau chắc hẳn có nguồn gốc từ chữ « Hammat » hoặc « Hamta » trong tiếng Do Thái, có nghĩa là « suối nước nóng » (danh địa này đã được trích dẫn trong cuốn Midrash Zouta, chương 6 câu 8 viết về sách Diễm Tình Ca và cuốn Midrash Rabba chương 1 câu 45 viết về sách Ai-ca. Tên gọi này rất có thể đã được Hy-lạp hoá vào thế kỷ thứ II trước Công Nguyên và nó được sử dụng trong văn chương Do Thái cổ dưới nhiều dạng khác nhau: Ammaus, Ammaum, Ammaous, Emmaum, Maous, và al Amous: Άμμαούμ, Άμμαούς, Έμμαούμ, Έμμαούς, אמאוס, אמאום, עמאוס, עמאום, עמוס, מאום, אמהום…

## Lịch sử
Em-mau được nhắc đến nhiều trong Tân Ước. Vì nằm trong một vị trí chiến lược, nên trong lịch sử Em-mau đã có một vai trò hành chính, kinh tế và quân sự quan trọng. Địa danh ấy đã được nhắc đến lần đầu tiên trong sách Ma–ca-bê quyển thứ nhất chương 3 và 4, trong bối cảnh Giu-đa Ma-ca-bê đứng dậy chống lại quân Hy-lạp (thế kỷ thứ II trước Chúa giáng sinh). Rồi vào thời Hat-mo-nê–en, Em-mau đã trở thành vùng trọng điểm trong thung lũng Ai–a–lon và có vị thế là trung tâm hành chính vùng (trung tâm của các vùng Pa-let-tin dưới quyền kiểm soát của quân La-mã.) (xem Fơ-la-vi-ut Giô-sep, Cuộc chiến Do Thái chống người La-mã 2, 4, 3; 2, 20, 4; 3, 3, 5; 4, 8, 1; 5, 1, 6; Cổ vật Do thái 14, 11, 2; 14, 15, 7; 17, 10,7-9). Mặt khác, ông ta còn nói đến sự phá hủy của Em-mau do quân La-mã gây nên vào năm thứ 4 trước CN (Do Thái thời cổ đại 17, 10, 7-9). Bị san bằng bởi quân La-mã, Em-mau bỗng biến thành một ngôi làng nhỏ và tiếp đến được nhắc đến trong Tin Mừng theo thánh Lu-ca chương 24, 13…31: « Cũng ngày hôm ấy, có hai người trong nhóm môn đệ đi đến một làng kia tên là Em-mau, cách Giê-ru-sa-lem chừng 160 xtat. Họ trò chuyện với nhau về tất cả những sự việc mới xảy ra. Đang lúc họ trò chuyện và bàn tán, thì chính Đức Giê-su tiến đến gần và cùng đi với họ. Nhưng mắt họ còn bị ngăn cản, không nhận ra Người… Khi gần tới làng họ muốn đến, Đức Giê-su làm như còn phải đi xa hơn nữa. Họ nài ép Người rằng: "Mời ông ở lại với chúng tôi, vì trời đã xế chiều, và ngày sắp tàn." Bấy giờ Người mới vào và ở lại với họ. Khi đồng bàn với họ, Người cầm lấy bánh, dâng lời chúc tụng, và bẻ ra trao cho họ. Mắt họ liền mở ra và họ nhận ra Người... " 

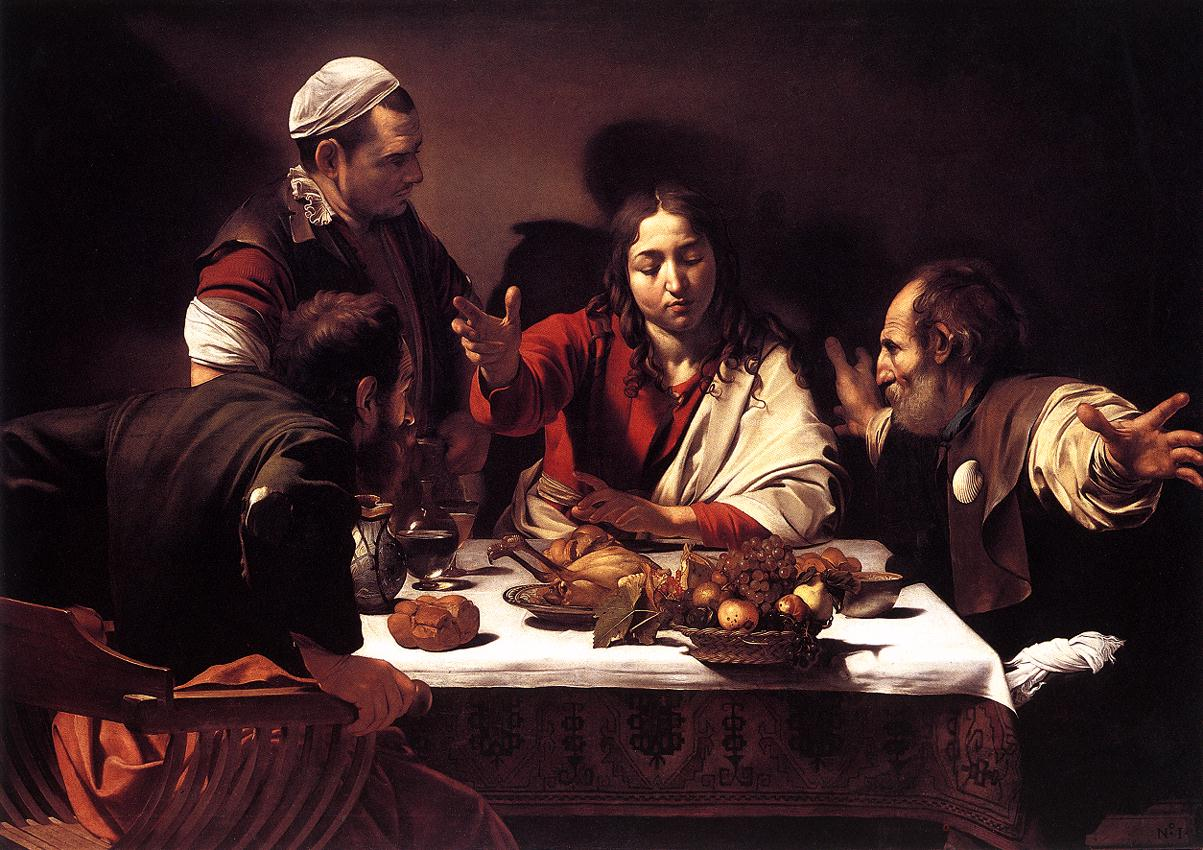

Sau sự thất bại của cuộc nổi dậy Ba-rơ-Ko-khơ-ba vào giữa nửa đầu thế kỷ thứ II sau Công Nguyên, người La-mã và Sa-ma-ri-a đã đến cư ngụ tại Em-mau. Vào đầu thế kỷ thứ III sau Công Nguyên, một nhà văn uyên bác Kitô giáo gốc La–mã tên là Giu-let A-phơ-ri-ken (Julius Africanus) sống và làm việc tại Em-mau. Theo các sử gia thời By-zăng-tinh {thánh Ơ-dep-bơ Đơ Xê-da-rê (Eusèbe de Cesarée), thánh Giêrôm (Jérôme), Phi-lip-pơ Đơ Xit-đơ (Philippe de Side) và một số người khác}, thì Giu-let A-phơ-ri-ken đã từng đứng đầu một phái đoàn đại diện cho dân vùng Em-mau yết kiến vua La–mã Ê-ga-ban-lơ (Elagabale), nhờ vậy nhà Vua đã ban đặc huệ nâng Em-mau lên cấp thành phố (còn được gọi là «polis») và tên thành phố là Ni-cô-pô-lit sẽ tồn tại cho đến cuối thời La-mã và trong suốt thời By-zăng-tinh.
« Em-mau, nơi xuất thân của Cơ-lê–ô–phat, người được nói đến trong Tin Mừng theo thánh Luca, hôm nay gọi là Ni-cô-pô-lit, một thành phố danh tiếng của Pa-let-tin » (thánh Ơ-dep-bơ Đơ Xê-da-rê, « Onomasticon », 90, 15-17, đoạn văn được viết vào năm 290-325 Công Nguyên). Trong thời By-zăng-tinh, Em-mau Ni-cô-pô-lit đã được biến thành một thành phố lớn, và có cả toà Giám mục nữa. Ngay tại nơi Chúa Kitô Phục sinh hiện ra đã được xây dựng một khu phức hợp dành cho các hoạt động của Giáo hội, tại đó rất nhiều khách hành hương đã được tiếp đón, các tàn tích của công trình còn lưu lại cho đến hôm nay. Với sự chiếm đóng của người Hồi giáo vào thế kỷ thứ VII, Em-mau đã lấy lại tên gốc Sê–mit của mình, tiếng Ả-rập: « Amwas », « Imwas », nhưng không còn nắm giữ một vai trò nào với tư cách là trung tâm vùng cả.
Vào thời Viễn chinh thập tự, người Kitô giáo tái xuất hiện, nhà thờ By-zăng-tinh được trùng tu, tuy nhiên việc tưởng nhớ Chúa Phục Sinh hiện ra tại Em-mau dần dần được khách hành hương cử hành trong các nơi khác của Đất Thánh như Ha–mô–xa (6 km từ Giê–ru–sa–lem về hướng tây), Ku-bây–bê (12 km phía Tây Bắc Giê–ru–sa–lem, A–bu-gôt-sơ (Abou Gosh) (12 km phía tây Giê –ru –sa –lem).
Ngôi làng Ả-rập Am-vat (Amwas) rồi từ từ sẽ được nhìn nhận lại như là Em-mau được nói trong Kinh Thánh và Ni-co-po-lit la-mã by-zăng-tinh trong thời hiện đại, nhờ vào công trình nghiên cứu của các chuyên gia như: Edward Robinson (1838-1852), M.-V. Guérin (1868), Clermont-Ganneau (1874), J.-B. Guillemot (1880-1887); đồng thời nhờ vào những mạc khải được đón nhận bởi chân phước Ma–ri–am Bê–lem, một vị chân phước địa phương và là nữ đan viện Cát-minh tại Bê–lem, qua đó vào năm 1878 chính Chúa Giê–su đã chỉ cho nữ chân phước biết Am-vat chính là Em-mau của Tân Ước. Khu đất thánh Em-mau đã được các nữ đan viện Cát-minh mua lại từ tay người Hồi Giáo, các công trình khai quật khảo cổ được thực hiện, khách hành hương bắt đầu trở lại Em-mau Ni-cô-pô-lit. Ngôi làng Ả-rập Am-vat rồi lại bị phá hủy hoàn toàn sau đó trong cuộc chiến Sáu ngày năm 1967.

## Khảo cổ học

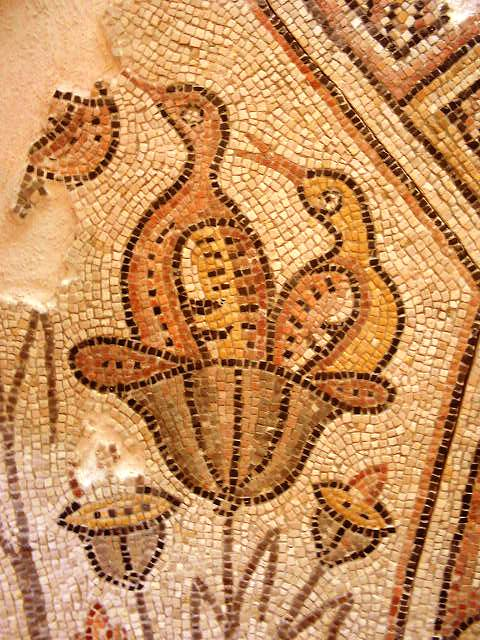
Phần mộ cổ và tranh ghép

Các công trình khai quật khảo cổ đã được tiến hành tại Em-mau từ cuối thế kỉ thứ XIX là: Clermont-Ganneau (1874), J.-B. Guillemot (1883-1887), các tu sĩ dòng Đa-minh L.-H. Vincent và F.-M. Abel (1924-1930),, M. Gichon (1978), M. Louhivuori, M. Piccirillo, V. Michel, K.-H. Fleckenstein(từ năm 1994).
 
Trong khi đào xới trên khu công viên Canada (Ai-a-lon) các chuyên gia đã tìm thấy các tàn tích công sự của Em-mau thời Hat-môn, các ngôi mộ cổ Do Thái thời thế kỷ thứ nhất sau Công Nguyên, khu nhà tắm la-mã của thế kỷ thứ III sau CN, các đường dẫn nước la -mã by-zăng-tinh, các máy ép dầu và các ngôi mộ. Trên phần đất thánh Em-mau người ta còn tìm thấy các ngôi mộ Do Thái thế kỷ thứ nhất sau CN, máy ép dầu ô–liu và các ngôi mộ kiểu La–mã By-zăng-tinh, nhiều vật dụng cùng thời như đèn dầu, chén bát, nữ trang… phía ngoài thánh đường By-zăng-tinh được thiết kế thành ba hậu cung, chiếc chậu dùng cho việc rửa tội phía ngoài và các tranh ghép mảnh đa màu được tách ra, đồng thời còn có các bức tường của nhà thờ do Viễn chinh thập tự xây dựng vào thế kỷ thứ XII, tựa vào gian chính phía sau của nhà thờ By-zăng-tinh. Chung quanh Em-mau còn có các câu khắc trên đá bằng tiếng Do Thái, Sa–ma–ri-a, Hi-lạp và La-tinh đã được tìm thấy.

## Các bằng chứng thay lời kết
Để khẳng định Em-mau Ni-cô–pô–lit là ngôi làng trong Tin Mừng theo thánh Lu-ca, ta có các bằng chứng sau:
Phần lớn các bản chép tay cổ của Tin Mừng theo thánh Lu-ca mà ta có hôm nay đều cho thấy khoảng cách từ Giê–ru-sa–lem đến Em-mau là 60 xtat (tương đương 12 km). Tuy nhiên các bản chép tay viết hoa (oncial): א (Codex Sinaiticus), Θ, Ν, Κ, Π, 079 và viết thường (cursif): 157, 265, 1079, 1604, 1219, 1223; cũng như các bản dịch la-tinh (một số bản chép tay của Vetus Latina, ví dụ như bản Sangermanensis); các bản chép tay Vul-gat loại có chất lượng cao và có niên đại cao nhất, Fuldensis; vài bản dịch bằng tiếng Aram, ví dụ sách các bài đọc Palestine; vài bản dịch tiếng giê–ô–gi-en và ac-m–ni-en lại đưa ra khoảng cách là 160 xtat (chừng 30 km). Con số 60 xtat được chọn từ thế kỉ thứ XVI cho các sắc Kinh Thánh được in ấn. Để phản bác lại ý kiến 160 xtat, người ta thường lấy lý do là không ai có thể đi về trong ngày với một quãng đường xa như vậy. Tuy nhiên đừng quên rằng nguyên tắc dịch các bản văn cổ là: « Lectio difficilior, lection verior ». Giữa bản gốc và bản chép lại, bản gốc thường khó hiểu hơn, vì các nhà sao chép Kinh Thánh thời cổ đại thường có xu hướng chỉnh sửa một số từ khó hiểu trong bản văn để cho nó sáng nghĩa hơn, tuy nhiên họ không thể làm ngược lại. Cũng nên lưu ý thêm rằng chuyện đi về trong ngày từ Giê–ru–sa–lem đến Em-mau là làm được và kinh nghiệm cho thấy nhiều lần về vấn đề đó.
Các nguồn Do Thái cổ đại (sách Ma–ca–bê quyển thứ nhất, Fơ-la-vi-ut Giô-sep, Tal-mud và Midrash) chỉ biết đến một nơi duy nhất dưới tên là Em-mau thuộc vùng Giê –ru-sa-lem, đó là Em-mau nằm trong thung lũng Ai-a-lon. Flavius còn kể trong sách «Cuộc chiến do thái... » rằng Vespasien, một tướng La-mã, sau này làm vua, đã xếp quân đoàn số V-Macédoine tại Em-mau. Các dữ liệu này đã được xác định bởi các nhà khảo cổ qua việc tìm thấy các phiến đá mộ của các chiến binh thuộc binh đoàn này trong vùng Em-mau Ni-cô–pô-lit. Chúng ta có thể khẳng định một cách chắc chắn rằng vào thế kỷ thứ nhất sau Công Nguyên, ngôi làng Em-mau tồn tại thực sự trên bờ thung lũng Ai-a-lon và chính khu đất này đã được Fơ-la-vi-ut Giô-sep diễn tả trong các bài viết của mình ; Ngôi làng Ha–mot–xa cách Giê–ru–sa–lem 30 xtat (khoảng 6 km) được nói đến trong các bản chép tay thời trung đại về « Cuộc chiến Do Thái » của Fơ-la-vi-ut Giô-sep (2,6,6) với tên Ammaous, rất có thể là do lỗi của các tay sao chép văn.)
Truyền thống Kitô giáo của các Giáo Phụ và các người hành hương Đất Thánh thời La–mã By-zăng–tinh đều nhất trí việc đồng nhất Em-mau Ni-cô –po –lis với Em-mau trong Tin Mừng theo thánh Lu-ca, trong các vị đó phải kể đến Origène, trong phần chú thích bản chép tay nhanh số 194; thánh Ơ-dep-bơ Đơ Xê-da-rê, Onomasticon; thánh Giê-rôm, thơ 108, PL XXII, 833 và một số bản văn khác; Hésichius Giê–ru–sa–lem, Quaestiones, PG XCIII, 1444; Théophane le Confesseur, Chronografia PG CVIII, 160; Sozomène, Lịch sử Giáo hội, PG LXVII, 180; Théodose, trên phần đất thánh …
Năm 1878, chân phước Ma–ri-am Bê–lem (Mariam Bawardi) đã đón nhận sự mạc khải, qua đó Chúa Giê–su cho biết Am-vat (Amwas) là Em-mau thực sự của Tin Mừng, sau đó các nữ đan viện Cát-minh đã chuộc lại khu đất từ tay người Hồi Giáo. 
Em-mau đã bảo tồn trong nhiều thế kỷ cái tên cổ kinh của mình, Hơn nữa trong nhiều thế kỷ, bao người Kitô hữu đã tôn kính nơi này vì Chúa Phục Sinh đã hiện ra tại đó. 

## chú thích
1. ↑  tiếng Hy Lạp cổ: Νικόπολις = "thành chiến thắng"
2. ↑  tiếng Ả-rập: عمواس
3. ↑  Onomasticon, G.S.P. Freeman-Grenville, trans., Jérusalem, 2003
4. ↑  thơ 108
5. ↑  Y. Hirschfeld (1975)Y. Hirschfeld, A Hidraulic Installation in the Water-Supply System of Emmaus-Nicopolis. — IEJ: 1978
6. ↑  M. Gichon, Roman Bath-houses in Eretz Israel. — Qadmoniot 11: 1978
7. ↑  P. M. Séjourné, Nouvelles de Jérusalem, RB 1897, tr. 131; E. Michon, Inscription d’Amwas, RB 1898, tr. 269-271; J.H. Landau, Two Inscribed Tombstones, Atiqot, vol. XI, Jerusalem, 1976